# Victoria Petryk
Victoria Petrik (Odesa, 21 de mayo de 1997) es una cantante ucraniana.

## Biografía
Victoria nació el 21 de mayo de 1997 en Odesa, y más tarde la familia se trasladó a la localidad de Nerubayske. En 2001, en 2002 año comenzó una carrera solista. Un año más tarde, se unió a la escuela de música n.º 1 en Odesa, primero a clase violín, y un año más tarde se trasladó al departamento de piano.
En el verano de 2004, Victoria ganó en el Festival Internacional de la Infancia "Zvёzdochka". En 2005 ganó el primer lugar en el Festival Internacional "Young".
En 2008, ganó la selección nacional para el Festival de Eurovisión Junior 2008, quedó en 2.ª posición.
El 22 de agosto de 2010 quedó en primer lugar en el concurso internacional "New Wave".
Tiene una hermana menor, Anastasiya Petrik, que ganó el Festival de la Canción de Eurovisión Junior 2012. En el 2014 participó en la final nacional para representar a Ucrania en el Festival De La Canción De Eurovision posicionándose en el segundo lugar.
Tuvo un hijo en marzo de 2016, llamado David.

## Premios
- 2004 - "Star Bridge" - Grand Prix
- 2005 - "Young" - 1.er lugar
- 2008 - Junior Eurovision - segundo lugar.
- 2010 - "New Wave" - 1.er lugar.